# Finlandia en los Juegos Olímpicos de Albertville 1992
Finlandia estuvo representada en los Juegos Olímpicos de Albertville 1992 por un total de 62 deportistas que compitieron en 8 deportes.  
El portador de la bandera en la ceremonia de apertura fue el jugador de hockey sobre hielo Timo Blomqvist.

## Medallistas
El equipo olímpico finlandés obtuvo las siguientes medallas:
| Nombre                                                        | Deporte         | Competición                 |
| ------------------------------------------------------------- | --------------- | --------------------------- |
| Oro                                                           |                 |                             |
| Marjut Lukkarinen                                             | Esquí de fondo  | 5 km F                      |
| Toni Nieminen                                                 | Saltos en esquí | Trampolín grande M          |
| Risto Laakkonen Mika Laitinen Toni Nieminen Ari-Pekka Nikkola | Saltos en esquí | Trampolín grande por eqs. M |
| Plata                                                         |                 |                             |
| Marjut Lukkarinen                                             | Esquí de fondo  | 15 km F                     |
| Bronce                                                        |                 |                             |
| Harri Eloranta                                                | Biatlón         | 10 km M                     |
| Jari Isometsa Harri Kirvesniemi Mika Kuusisto Jari Räsänen    | Esquí de fondo  | 4 × 10 km M                 |
| Toni Nieminen                                                 | Saltos en esquí | Trampolín normal M          |